# سمنگان علیا
سمنگان علیا، روستایی از توابع بخش مرکزی(دهستان هجر) شهرستان صحنه در استان کرمانشاه ایران است.

## جمعیت
این روستا در دهستان هجر قرار دارد و براساس سرشماری مرکز بهداشت سمنگان  شهرستان صحنه ایران در سال ۱۴۰۱، جمعیت آن ۶۲۵ نفر (۱۱۲ خانوار) بوده‌است.

## نیروگاه خورشیدی
یک نیروگاه خورشیدی به ظرفیت ۱.۷ مگاوات و بیش از ۲۷۰۰ قطعه پنل خورشیدی با سرمایه‌گذاری بخش خصوصی در زمینی به مساحت ۲.۵ هکتار در روستای سمنگان علیا ساخته شده که در بهمن ۱۴۰۳ به بهره‌برداری رسیده است.